# Szarvas
Szarvas (Duits: Hirschfeld) is een stad in Hongarije in het comitaat Békés. De stad ligt op 48 km ten noordwesten, op de weg nº 44 naar Békéscsaba, en op enkele kilometers van de noordelijk gelegen Körös-rivier.

## Geschiedenis
Szarvas werd voor de landname van de Hongaren al bewoond door de Avaren. De moderne geschiedenis van de stad begint in de 13e eeuw toen het als plaats werd genoemd in de Hongaarse geschriften. Tijdens de Turkse bezetting werd er na 1566 een palissadeburcht gebouwd die later verder werd uitgebouwd. In 1686 komt de plaats weer in handen van Christenen die het gebied verlaten en verwoest aantreffen. De Habsburgers beginnen met het opnieuw bevolken van het gebied en er trekken veel Slowaken naar de plaats. In de 18e een 19e eeuw begint de plaats weer te bloeien en in 1848 krijgt Szarvas stadsrechten die ze al in 1872 weer verliest. Pas in 1966 krijgt Szarvas weer het recht zichzelf stad te noemen. 
Anno 2001 was nog 8% van de bevolking Slowaaks, de Hongaren zijn met 89% echter ruim in de meerderheid. 

## Bezienswaardigheden
Enig in zijn soort is het arboretum met duizenden zeldzame bomen en plantensoorten. In het park is een nieuwe attractie gevestigd: Mini Magyarország, een miniatuurpark dat vergelijkbaar is met Madurodam en maquettes van belangrijke gebouwen toont uit heel Hongarije.
De omgeving van Szarvas heeft een mooi landschap, waarin weiden en bossen elkaar afwisselen.
De Körös-rivier is rijk aan vis en een waar dorado voor hengelaars. De rivier is niet vervuild, want scheepvaart is hier praktisch niet. Langs de rivier ligt een park. Voor het raadhuis op het hoofdplein staat het symbool van de stad, een bronzen hert (szarvas = hert).

## Onderwijs
Szarvas heeft twee faculteiten van de Sint Stefanus Universiteit (Szent István Egyetem) binnen haar grenzen en is daarmee een belangrijke onderwijsstad in het comitaat Békés.